# Me & My Girls
"Me & My Girls" é um single promocional da girl group pop estadunidense Fifth Harmony, lançado como parte de seu EP de estreia, Better Together. A faixa é composta pelas próprias meninas mais John Ryan, Julian Bunetta, PJ Bianco e Beau Dozier. Foi lançada exclusivamente pela Rádio Disney em 13 de julho de 2013.

## Antecedentes
Em 20 de junho de 2013, Scott Seviour, funcionário da Epic Records, confirmou que o quinteto iria lançar um single promocional para a Rádio Disney, e que se chamaria "Me & My Girls". Em 13 de julho, ela foi lançada exclusivamente pela rádio. A faixa só ficou disponível para download em 22 de outubro de 2013, junto com o lançamento do EP de Fifth Harmony. Durante entrevista ao programa The Today Show, o grupo definiu a canção como sendo "sobre passar o tempo na cidade com suas amigas, transmitindo confiança e dançando como se ninguém estivesse vendo". O videoclipe para "Me & My Girls" foi lançado em 24 de agosto de 2013 no Disney Channel; uma versão diferente do videoclipe foi lançada na conta oficial do Fifth Harmony no YouTube no dia seguinte.

## Recepção da crítica
O site Laura Plus Books afirmou que apesar de não terem vozes extremamente únicas, todas as garotas são talentosas e que a música tem uma letra "idiota", mas realista. "Não é a melhor música, nem mesmo alucinante mas é boa. Definitivamente uma canção que vou ouvir com frequência", completou. Christina Lee do Idolator fez uma crítica positiva à faixa, dizendo que ela descreve o "momento perfeito para jogar confetes e fogos de artifício". TheGrapeJuice.net também elogiou "Me & My Girls" afirmando que a faixa é o suficiente para transformar os críticos da banda em fãs. Jessica Rawden do PopBlend observou: "As meninas ainda precisam trabalhar em uma rotina de dança mais complicada, mas, no geral, o segundo single do grupo projeta exatamente a imagem que as meninas têm tentado passar há muito tempo, pelo menos, sem o arco idiota que Camila Cabello costumava usar".

## Performances ao vivo
A 18 de julho de 2013, Fifth Harmony participou do programa de televisão The Today Show, onde cantaram "Me & My Girls" e também o single "Miss Movin' On". Em 23 de julho, o grupo fez uma apresentação acústica de "Me & My Girls" exclusivamente para o website Yahoo! Music. Em 18 de novembro, elas participaram da terceira temporada do The X Factor, performando a faixa. Entre o final de 2013 e início de 2014, o quinteto divulgou a canção e o EP nas turnês "I Wish Tour" e "The Neon Lights Tour", de Cher Lloyd e Demi Lovato, respectivamente, nas quais participaram como atos de abertura.

## Paradas musicais
A canção não entrou para a Billboard Hot 100, principal tabela de singles dos Estados Unidos, mas alcançou a quarta posição na Bubbling Under Hot 100 Singles e a décima primeira na Top Heatseekers. A faixa também teve pico na 53ª posição da Digital Songs.

### Desempenho
| País/Parada (2013)                              | Melhor posição |
| ----------------------------------------------- | -------------- |
| Estados Unidos - Bubbling Under Hot 100 Singles | 4              |
| Estados Unidos - Top Heatseekers                | 17             |
| Estados Unidos - Digital Songs                  | 53             |

## Prêmios e Indicações
| Ano  | Prêmio                    | Categoria                               | Trabalho      | Resultado                 |
| ---- | ------------------------- | --------------------------------------- | ------------- | ------------------------- |
| 2013 | Radio Disney Music Awards | Best Song to Rock Out to With your BFFs | Me & My Girls | Venceu[carece de fontes?] |

## Histórico de lançamento
| País  | Data                  | Formato          | Gravadora  |
| ----- | --------------------- | ---------------- | ---------- |
| Mundo | 22 de Outubro de 2015 | Download digital | Epic, Syco |